# Edeala palpiplus
Genre
Espèce
Edeala palpiplus, unique représentant du genre Edeala, est une espèce d'opilions laniatores de la famille des Assamiidae.

## Distribution
Cette espèce est endémique de la région du Littoral en Cameroun. Elle se rencontre vers Édéa.

## Description
Le mâle holotype mesure 3 mm.

## Publication originale
- Roewer, 1927 : « Weitere Weberknechte I. 1. Ergänzung der: "Weberknechte der Erde", 1923. » Abhandlungen des Naturwissenschaftlichen Vereins zu Bremen, vol. 26, p. 261–402.